# Amarogentina
L'amarogentina è un secoiridoide glicosidico presente nella genziana (Gentiana lutea) e come principio attivo (0,05-0,15%) nella pianta medicinale indiana Swertia chirayita (chiretta), usata nella medicina Ayurvedica come tonico amaro nel trattamento della febbre e per varie malattie della pelle. È classificato come il composto naturale più amaro mai isolato, con un indice di amaro di 58.000.000, e mantiene un'amarezza percepibile al gusto anche se diluito in acqua nel rapporto di 1 a 20.000.

## Proprietà farmaceutiche
L'amarogentina presenta proprietà farmaceutiche nella cura della leishmaniosi, in quanto in grado di uccidere il parassita Leishmania donovani che ne è la causa inibendo l'azione della DNA topoisomerasi I, e caratteristiche di chemopreventivo. Presenta inoltre un'attività protettiva del fegato contro l'avvelenamento da tetracloruro di carbonio.